# 2-й Завокзальний провулок (Житомир)
2-й Завокзальний провулок — провулок в Корольовському районі міста Житомир. 

## Розташування
Розташований у завокзальній частині міста. Бере початок від Залізничної вулиці. Завершується глухим кутом південніше перехрестя з вулицею Пилипа Орлика.

## Історія
До Другої світової війни землі за місцем розташування провулка вільні від забудови. До 1968 року провулок та його забудова сформувалися.